# Gessi di Gessopalena
Gessi di Gessopalena este o arie protejată (arie specială de conservare — SAC, sit de importanță comunitară — SCI, arie de protecție specială avifaunistică — SPA) din Italia întinsă pe o suprafață de 402 ha, integral pe uscat.

## Localizare
Centrul sitului Gessi di Gessopalena este situat la coordonatele 42°03′35″N 14°14′51″E / 42.059722°N 14.2475°E.

## Înființare
Situl Gessi di Gessopalena a fost declarat arie de protecție specială avifaunistică în decembrie 2019 pentru a proteja 7 specii de animale. Alte tipuri de protecție:
- sit de importanță comunitară (în iunie 1995)
- arie specială de conservare (în decembrie 2018)[1][3][4]

## Biodiversitate
Situată în ecoregiunea mediteraneană, aria protejată conține 3 habitate naturale: Păduri de stejar alb estice, Pajiști uscate seminaturale și facies de acoperire cu tufișuri pe substraturi calcaroase (Festuco-Brometalia) (* situri importante pentru orhidee), Pseudostepă cu ierburi și specii anuale de Thero-Brachypodietea.
La baza desemnării sitului se află mai multe specii protejate:
- păsări (5): caprimulg (Caprimulgus europaeus), sfrâncioc roșiatic (Lanius collurio), gaia roșie (Milvus milvus), mierlă albastră (Monticola solitarius), Prunella collaris
- mamifere (1): lupul (Canis lupus)
- reptile (1): șarpele cu patru dungi (Elaphe quatuorlineata)

Pe lângă speciile protejate, pe teritoriul sitului au mai fost identificate 5 specii de plante, 2 specii de amfibieni, 6 specii de mamifere, 4 specii de reptile.